# 야나기하라 카나코
야나기하라 카나코(일본어: 柳原 可奈子 やなぎはら かなこ[*], 1986년 2월 3일 ~)는 2005년 데뷔한 일본의 게닌이자 무남독녀다. 어릴때부터 베이비 모델로써 잡지 데뷔.

## 주요 프로그램
- 세계의 아침밥(일본어판)